# 红眼川乡
红眼川乡，是中华人民共和国山西省吕梁市离石区下辖的一个乡镇级行政单位。2021年5月28日，撤销红眼川乡，整建制并入田家会街道。

## 行政区划
红眼川乡下辖以下地区：
红眼川村、贾北里村、唐则焉村、殷家山村、寺头村、西山里村、水峪里村、车家梁村、新舍科村、新崖上村和霍家坡村。